# Romaniota

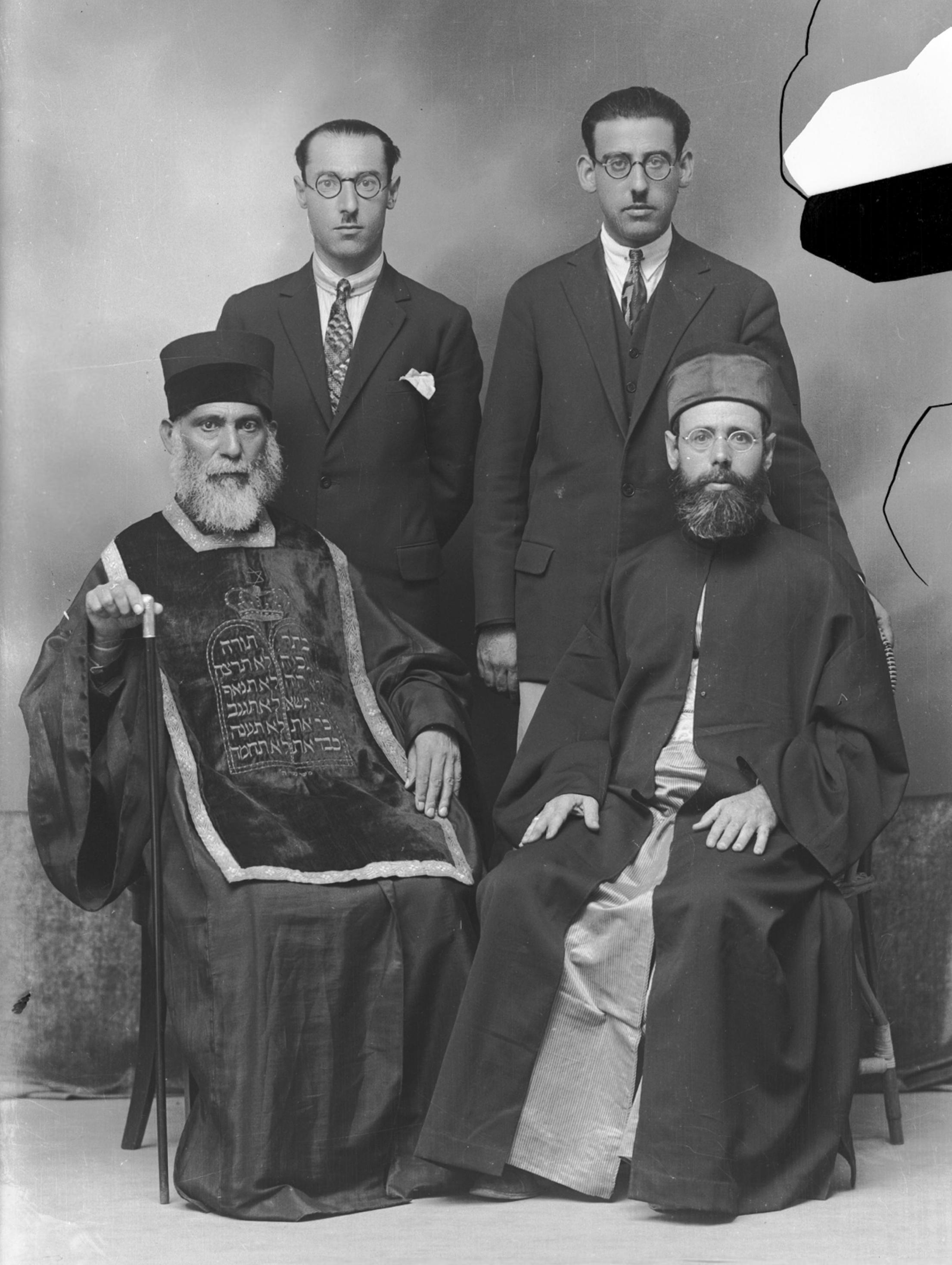
Um grupo de gregos romaniotas judeus.

Chamam-se  romaniotas  os judeus que já se encontravam na Grécia no início da era cristã, para diferenciá-los dos judeus ibéricos (sefardis), que se instalaram na Grécia após a sua expulsão da Península Ibérica, em 1492. Os sefardis eram falantes do ladino, enquanto os romaniotas  falavam uma língua própria, o yevanic ou judeu-grego - uma versão da língua grega acrescida de termos hebraicos e escrita com caracteres hebraicos.
A região de Delos era também chamada "Nova Roma", razão pela qual esses judeus foram chamados romaniotas. Suas sinagogas  tinham um estilo próprio, assim como sua tradição religiosa e seu livro de orações (Majzor Rumania). Grande parte das orações eram em yevanic, e as melodias, incluindo as da leitura da Torá, sofreram grande influência da música bizantina. A tradição romaniota baseia-se no Talmud Yerushalmi.
Os  romaniotas são provavelmente os judeus mais antigos da Europa. Há registros que indicam  a presença judia na Grécia já no século IV a.C.. Uma sinagoga do século II a.C., em ruínas, na ilha  de Delos, no Mar Egeu, é considerada como a mais antiga descoberta na diáspora. 

## Etimologia
'Romaniota' foi a designação que os turcos deram aos gregos, durante a ocupação turca após a queda de Constantinopla,
numa referência e identificação difusas com os  romanos bizantinos. A palavra seria uma derivação do termo grego romiós, também entendido como "romano".
Judeus romaniota significa, portanto, literalmente, "judeu romano". Mesmo os cristãos ortodoxos  de língua grega, já no século XIX,  continuavam a se referir a si próprios como romiós, aludindo a suas origens romanas (isto é, bizantinas),  os judeus da região faziam o mesmo. O termo 'romaniota' é, portanto, genérico. Mas, no contexto do judaísmo grego,  seu significado evoluiu, a partir do século XVI, passando a  designar os judeus "nativos" da região - ou seja,  aqueles que não eram sefardis.